# Айхан, Каан
Каа́н Айха́н (тур. и нем. Kaan Ayhan; 10 ноября 1994, Гельзенкирхен, Германия) — турецкий и немецкий футболист, защитник клуба «Галатасарай» и сборной Турции. Участник двух чемпионатов Европы (2020 и 2024).

## Клубная карьера
Каан родился в 1994 году в Гельзенкирхене. С четырёх лет начал заниматься футболом в детской команде «Шальке 04». Айхан выступал за все юношеские и молодёжные команды гельзенкирхенцев. В молодёжной команде до 17 лет провёл 39 матчей, забил 15 мячей и отдал 9 голевых передач. В 2012 году выиграл немецкую Бундеслигу для игроков не старше 19 лет.
18 января 2012 года подписал свой первый профессиональный контракт сроком на два года, который начал действовать с июля 2013 года. С начала сезона 2013/14 начал включаться в заявку на матчи Бундеслиги. 5 октября 2013 года дебютировал за «Шальке 04», выйдя на замену в матче против «Аугсбурга». 4 ноября 2013 года Айхан продлил контракт с клубом до 2017 года.
3 января 2016 года Айхан был отдан в аренду во франкфуртский «Айнтрахт» до конца сезона. 31 августа перешёл в клуб «Фортуна» Дюссельдорф.
16 августа 2020 года подписал соглашение с итальянским клубом «Сассуоло».

## Карьера в сборной
Каан выступал за юношескую сборную Германии на чемпионате Европы 2011 в Сербии, где провёл 3 матча и забил 1 гол, а его команда заняла второе место, уступив в финале голландцам. Также участвовал в юношеском чемпионате мира в Мексике. Германия стала бронзовым призёром первенства, а Каан сыграл 7 матчей, забил 1 гол.
В 2009 году Каан провёл 2 матча за юношескую сборную Турции. В 2013 году Айхан принял решение выступать за молодёжную сборную Турции. Первый матч за турок он провёл 11 октября 2013 года. Осенью 2014 года Айхан был впервые вызван в национальную сборную Турции на товарищеский матч со сборной Бразилии и матч отборочного турнира к чемпионату Европы со сборной Казахстана. Обе встречи он провёл в запасе, на поле не выходил.

## Достижения
«Фортуна» (Дюссельдорф)
- Победитель Второй Бундеслиги: 2017/18

«Галатасарай»
- Чемпион Турции (3): 2022/23, 2023/24, 2024/25
- Обладатель Кубка Турции: 2024/25
- Обладатель Суперкубка Турции: 2023